# سوئیت چریتی
چریتی شیرین (انگلیسی: Sweet Charity) یک فیلم موزیکال کمدی-درام به کارگردانی باب فاسی است که در سال ۱۹۶۹ منتشر شد.

## بازیگران
- شرلی مک‌لین
- جان مک‌مارتین
- چیتا ریورا
- پائولا کلی
- باربارا بوشه
- ریکاردو مونتالبان
- سامی دیویس جونیور
- الن هیوئیت
- دانته دی‌پائولو
- بن ورین